# ثمبة (أيل غورك)
ثمبة (بالفارسية: ثمبه) هي قرية تقع في إيران في قسم أيل غورك الريفي. يقدر عدد سكانها بـ 26 نسمة بحسب إحصاء 2016.